# Civilización del valle del Indo

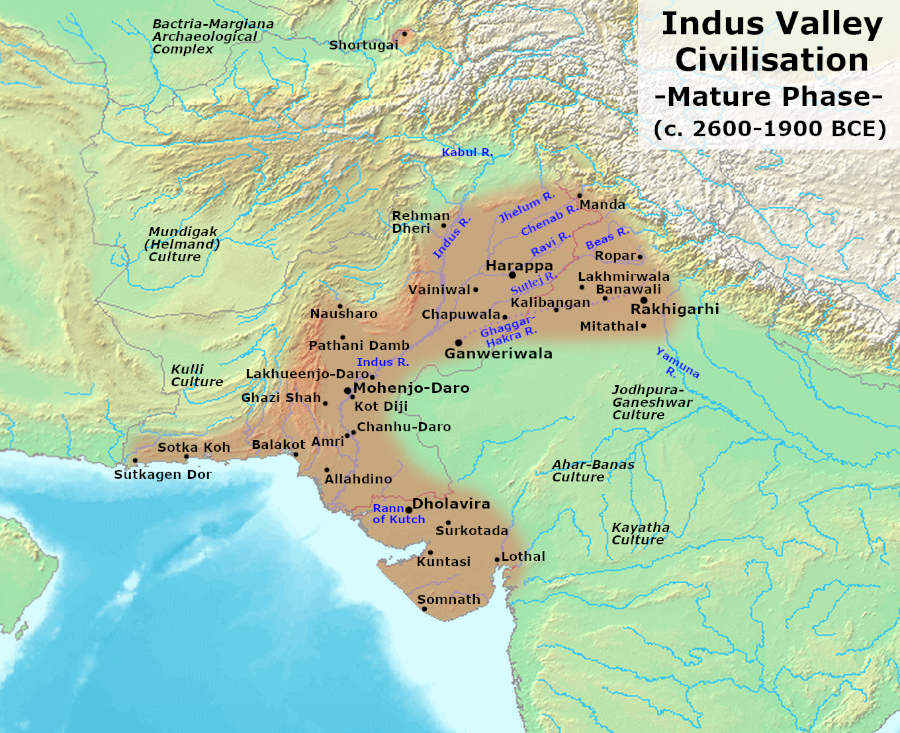
Máxima extensión de la civilización del valle del río Indo.

La civilización del valle del Indo fue una civilización de la Edad del Bronce, que se desarrolló desde el 3300 hasta el 1300 a. C. 
Abarcó más de un millón de kilómetros cuadrados, y atravesó varios periodos, siendo su máximo esplendor entre el 2600 y el 1900 a. C.
Junto con el antiguo Egipto y Mesopotamia, fue una de las tres primeras civilizaciones del Cercano Oriente y el sur de Asia, y de las tres, la más extendida.
Se ubicaba a lo largo del valle del río Indo, en un área desde el noreste de Afganistán y gran parte de Pakistán hasta el oeste y noroeste de India.
Al igual que las civilizaciones de Mesopotamia y Egipto, dependía de su río. Como el Nilo, el rio Indo se desbordaba todos los años, inundando extensas zonas y depositando sedimentos fértiles. Este inmenso potencial agrícola fue la base sobre la cual se desarrolló el urbanismo en torno al río Indo.
El término Harappan se aplica a veces a la civilización del Indo por su yacimiento tipo, la ciudad de Harappa [jarápa].
Harappa fue el primer yacimiento que se excavó a principios del siglo XX en lo que entonces era la provincia de Panyab de India británica y ahora es la provincia de Punyab (Pakistán).
El descubrimiento de Harappa y poco después de Mohenjo-Daro fue la culminación de un trabajo que había comenzado tras la fundación del Archaeological Survey of India en el Raj británico en 1861.
Hubo culturas anteriores y posteriores denominadas Harappan Temprano y Harappan Tardío en la misma zona. Las primeras culturas harappan se poblaron a partir de culturas neolíticas, la más antigua y conocida de las cuales lleva el nombre de Mehrgarh, en la región del Baluchistán (Pakistán).
La civilización harappan se denomina a veces «harappan madura» para distinguirla de las culturas anteriores.
Las ciudades del antiguo Indo destacaban por sus planificaciones urbanas, sus casas de ladrillo cocido, elaborados sistemas de drenaje, sistemas de abastecimiento de agua, grupos de grandes casas no residenciales y técnicas de artesanía y metalurgia. Mohenjo-Daro y Harappa muy probablemente llegaron a contener entre 30 000 y 60 000 individuos, y la civilización pudo haber albergado entre uno y cinco millones de individuos durante su florecimiento.
La gradual secado de la región durante el III milenio a. C. puede haber sido el estímulo inicial para su urbanización. Con el tiempo, también redujo el suministro de agua lo suficiente como para causar la desaparición de la civilización y dispersar su población hacia el este.
Aunque se ha informado de más de mil yacimientos harappan maduros y se han excavado casi cien, hay cinco centros urbanos principales: 
Mohenjo-Daro en el valle inferior del Indo (declarado Patrimonio de la Humanidad por la UNESCO en 1980 como «“Ruinas arqueológicas de Moenjodaro”»), Harappa en la región occidental del Punyab, Ganeriwala en el desierto de Cholistán, Dholavira en el oeste del Gujarat (declarado Patrimonio de la Humanidad por la UNESCO en 2021 como «“Dholavira: una ciudad harappan), y Rakhigarhi en Haryana.
La lengua Harappan no está directamente atestiguada, y sus afiliaciones son inciertas, ya que la escritura del Indo permanece sin descifrar.
Un sector de los estudiosos favorece una relación con la familia lingüística Dravidian o Elamo-dravidian. 

## Etimología
La civilización del Indo debe su nombre al sistema fluvial del río Indo, en cuya llanura aluvial se identificaron y excavaron los primeros yacimientos de la civilización. 
Siguiendo una tradición en arqueología, la civilización se denomina a veces Harappan, por su yacimiento tipo, Harappa, el primer yacimiento que se excavó en la década de 1920; esto es especialmente cierto en el uso empleado por el Servicio Arqueológico de la India tras la independencia de la India en 1947.
El término «Ghaggar-Hakra» ocupa un lugar destacado en las etiquetas modernas aplicadas a la civilización del Indo debido a que se ha encontrado un buen número de yacimientos a lo largo del río Ghaggar-Hakra en el noroeste de la India y el este de Pakistán. Los términos «civilización Indo-Sarasvati» y «civilización Sindhu-Saraswati» también han sido empleados en la literatura por los partidarios de los Arios indígenas, tras una supuesta identificación del Ghaggar-Hakra con el río Sarasvati descrito en los primeros capítulos del Rigveda una colección de himnos en sánscrito arcaico compuesta hacia el 1500 a. C., que no están relacionados con la fase madura de la Civilización del Valle del Indo.
Investigaciones geofísicas recientes sugieren que, a diferencia del Sarasvati, descrito en el Rigveda como un río alimentado por la nieve, el Ghaggar-Hakra era un sistema de ríos perennes alimentados por los monzones, que se convirtieron en estacionales alrededor de la época en que la civilización disminuyó, hace aproximadamente 4000 años.

## Primeros agricultores
Las excavaciones realizadas indican que los primeros agricultores pertenecían al VII milenio a. C., en una región comprendida entre las colinas de Beluchistán y la llanura indogangética. Esta área presenta tierras altas (adecuadas para el pastoreo en verano), y ríos permanentes que desaguan en la llanura de Kacchi.
Hacia principios del VI milenio a. C., se construyeron casas de adobe (ladrillos de barro) y se fabricaron herramientas de hueso y pedernal (sílex) pulimentado, hachas pulidas y piedras de amolar. Se encontraron ejemplares de estas herramientas en Mehrgarh.

## La civilización del Indo

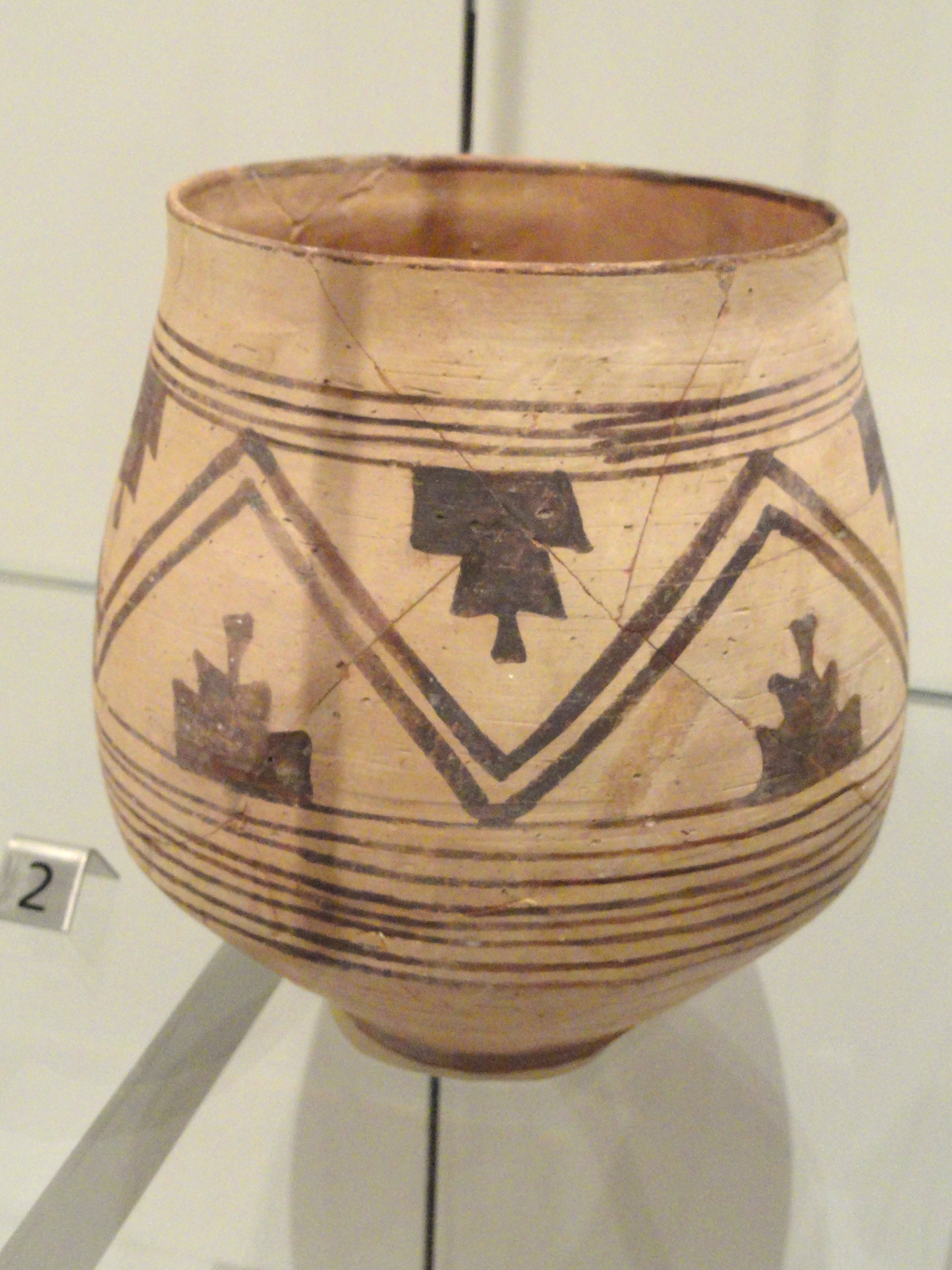
Cerámica del Valle del Indo, (Quetta), 2500–1900 a. C. Fase harappa madura.

Con las nuevas excavaciones se ha demostrado que el nombre «culturas del Indo» es demasiado restringido, pero otro nombre como «período de Harappa» es insuficiente para comprender estas culturas en toda la dimensión temporal.
Las complejas sociedades de la llanura de Kacchi fueron el preludio de la colonización final del valle del Indo.
En un principio estuvo habitada por grupos de agricultores. Luego comenzaron a aparecer ciudades fortificadas. A esta época se la conoce como «período inicial del Indo».
Esta fase formativa culmina en el «período desarrollado del Indo» (2700 al 2400 a. C.), cuando la diversidad regional primitiva fue reemplazada por la uniformidad cultural y se creó una única provincia que abarcaba toda la llanura del Indo.
Hacia el 2400 a. C. se había desarrollado una compleja civilización urbana, comparable a las de Egipto y Mesopotamia.

## Recursos económicos

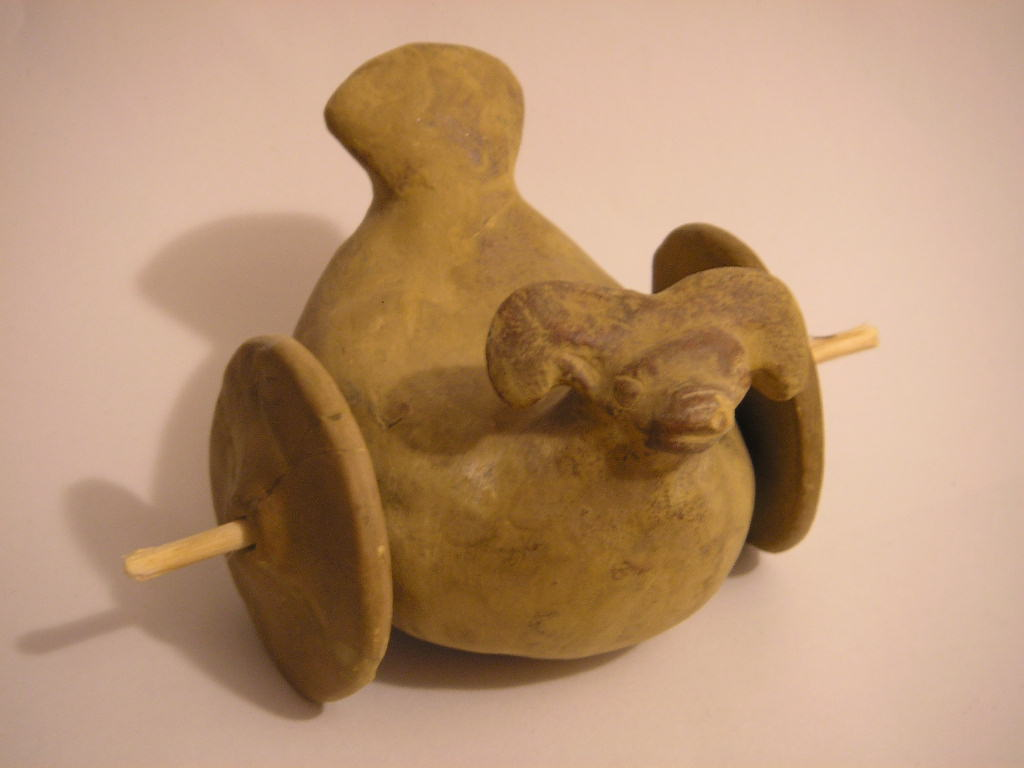
Juguete para niños encontrado en Mohenjo-Daro

### Agricultura
Los principales cultivos alimenticios eran el trigo y la cebada, que se sembraban en primavera, cuando las aguas de la inundación retrocedían y crecían con un mínimo esfuerzo.
También cultivaban sésamo, legumbres, dátiles y melones.
En algunos lugares también se cultivaba arroz, pero solo se convirtió en una planta de cultivo fundamental cuando los asentamientos se extendieron hasta el río Ganges Medio y Bajo, después del 1400 a. C.

### Textiles
Practicaban la hilandería y la textilería de lana y algodón. Un fragmento de algodón tejido proveniente de Mohenjo-Daro es la prueba más antigua del uso de los textiles de algodón en el mundo antiguo, siendo este el textil más importante de India en la actualidad.

### Ganadería
Criaron una amplia gama de animales domésticos, entre otros, el asno, el buey, el ganado con joroba de la India o el búfalo de río, y entrenaban elefantes; animales que desde entonces se han considerado como elementos típicos del escenario rural indio.
Sin embargo desconocían el caballo.

### Industria
Adornaban sus cuerpos con ricos ornamentos de plata, oro, marfil y piedras preciosas. Conocían el cobre, el estaño y el plomo. Utilizaban el cobre para armas, instrumentos y utensilios y también herramientas de bronce (incluso hachas). Para fines domésticos hacían utensilios de barro de una gran variedad de formas.
Combinaban agricultura, ganadería, metalurgia y alfarería y aprovechando la fuerza de los animales, tanto en el transporte como en el arado, cargaban materias primas y bienes destinados al consumo interno y al intercambio comercial.

## Comercio

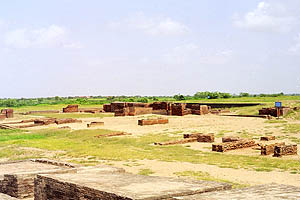
Vista (en 2003) del sitio arqueológico donde se encontraba la aldea de Lothal.

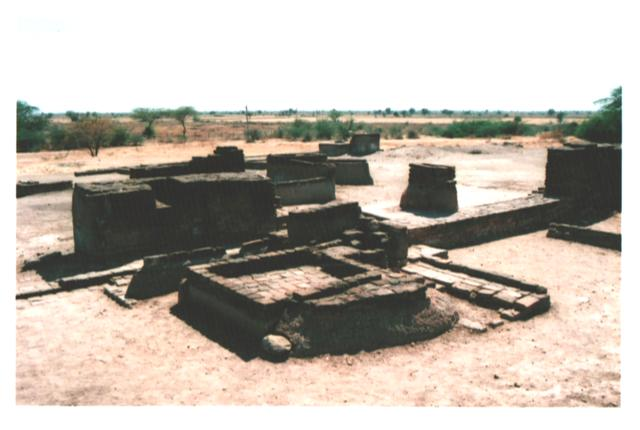
Vista (en 2003) de los baños públicos en la aldea de Lothal.

Las ciudades del Indo comerciaban no solo con productos agrícolas, sino con metales como el oro, la plata, el plomo y el estaño, piedras preciosas y semipreciosas (lapislázuli y turquesa), herramientas, utensilios y cerámicas. Sus huellas han aparecido en documentos sumerios y acadios en los que se registra el comercio de oro, ébano y cornalina en naves que, según algunos historiadores, procedían de esta región.
Durante la fase Harappa se desarrolla el comercio exterior que muchos han calificado como importante para el crecimiento del urbanismo y su mantenimiento. Las causas para que existiera este comercio eran buscar materiales que no se encontraban en el propio territorio y conseguir objetos de lujo para la élite, que era quien controlaba este comercio. Las ciudades de la cultura Harappa creaban colonias de explotación de donde se extraían los materiales que necesitaban, por muy lejos que estuvieran. Un ejemplo de ellos es Shortugai, una colonia que se encuentra en el norte del actual Afganistán de donde sacaba lapislázuli, cobre y estaño. Además de otras colonias en Baluchistán.
El área que participaba del comercio exterior con la zona del valle del Indo era la de la península arábiga (en concreto la región de Omán, es decir la zona costera), la zona de Mesopotamia y el actual Irán.
Hacia el tercer milenio a. C. este comercio marítimo con el golfo, enlazó la India con Mesopotamia, cuya ruta pudo provocar el intercambio cultural y humano.
Carl O. Saver lo cree por la dispersión de plantas domesticadas desde África a Arabia y en el sur de la India a la vez. Muestra del intercambio cultural son las esculturas que son muy parecidas entre Mesopotamia y el Valle del Indo como la representación del mono.

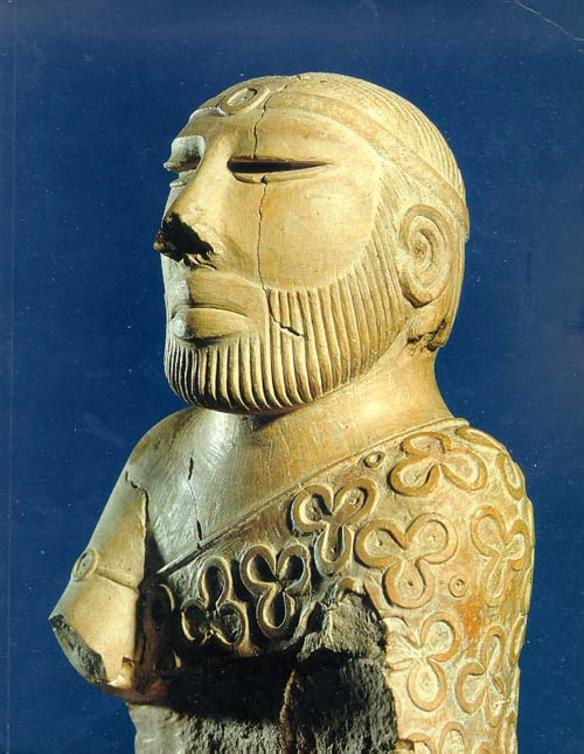
Efigie del "rey sacerdote", en Mohenjo-Daro, usando ajrak sindhi, periodo harappano maduro tardío, Museo Nacional (Karachi, Pakistán). La disposición de la túnica es tradicional en la cultura budista de la India e indica veneración. La estatuilla, de Mohenjo-Daro, mide 17, 5 cm.

Las evidencias más claras de este contacto externo es el descubrimiento de artefactos típicamente harappienses en Omán como la cerámica o sellos de bronce.
Estos productos entraron en Mesopotamia desde mediados del 2500 hasta el 1300 a. C., pero se sabe que han sido fluctuaciones constantes de productos durante toda la fase harappiense.
De hecho textos mesopotámicos hacen referencias a relaciones comerciales con un territorio que ellos llaman Meluhha y que muchos investigadores creen que hace referencia a la zona del valle del Indo. Además hay evidencias de que ciudadanos harappienses se asentaron en Mesopotamia y que acabaron por aculturizarse. Por otro lado, se sugiere que el trato comercial entre estos territorios no fue directo sino vía el golfo o a través de Baluchistán, y no directamente entre las ciudades de las dos regiones. Por lo tanto, los pocos habitantes de ciudades de Harappa que vivieran en Mesopotamia no eran representantes de estas ciudades del valle del Indo.
La cerámica del Indo también circuló por toda esta zona del Asia meridional: cerámica en forma de copas, vajilla común, también algunos tiestos con inscripciones en escritura india (como la de Ras al-Junayz). También cerámica específica de un centro; productos como la de Sorath Harappan en Guyarat, que se encuentra en gran cantidad en Saar (actual Baréin). Además se han encontrado jarras en varias ciudades del Indo (así como en el golfo): Mohenjo-Daro, Harappa, Balakot, Dholavira, Miri Qalet, Nausharo y Sotkah Koh. Puede ser que sirvieran para transportar el vino hacia el golfo, porque la viticultura formaba parte de la agricultura en auge en esta época. También se importaba plata de Afganistán e Irán, cobre de Khetri en Rayastán, Baluchistán y Arabia, turquesa y jade de Asia central e Irán.

## Cultura

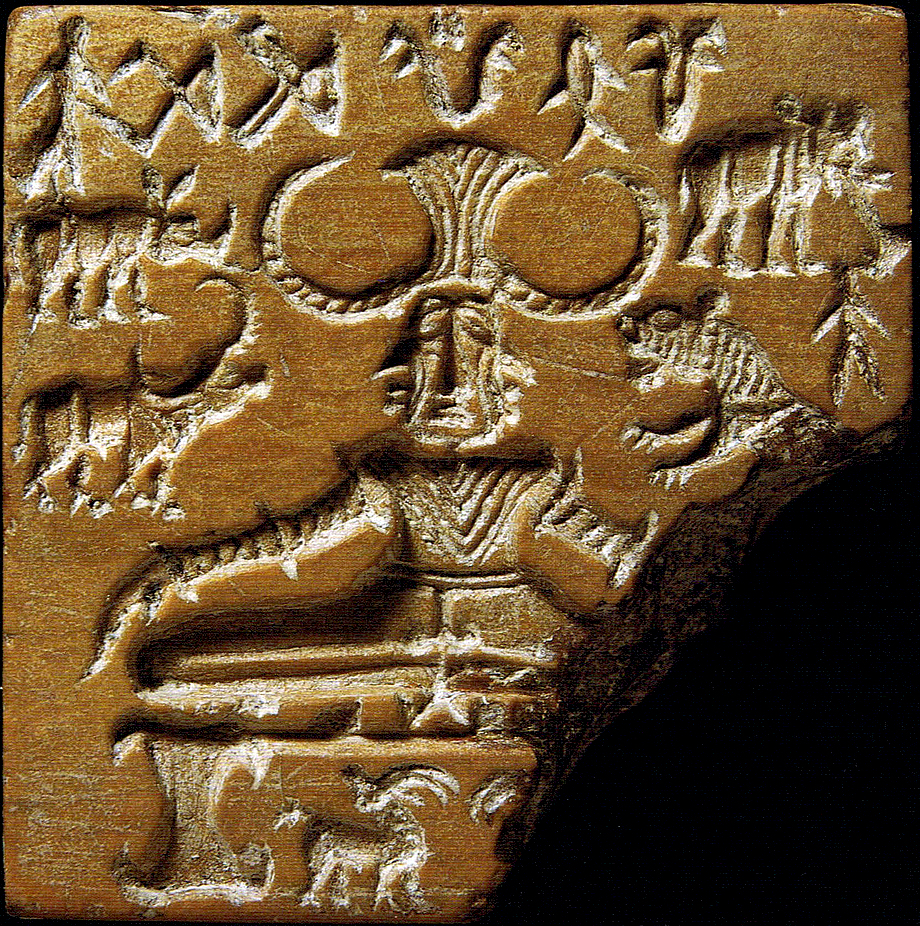
Sello de Pashupati que muestra una figura sentada y posiblemente tricéfala, rodeada de animales. Está tallado en esteatita, mide 3,56 x 3,53 cm, y su grosor es de 0,76 cm. Fue grabado entre los años 2500-2400 a.C. La pieza se encuentra en el Museo Nacional de Nueva Delhi.

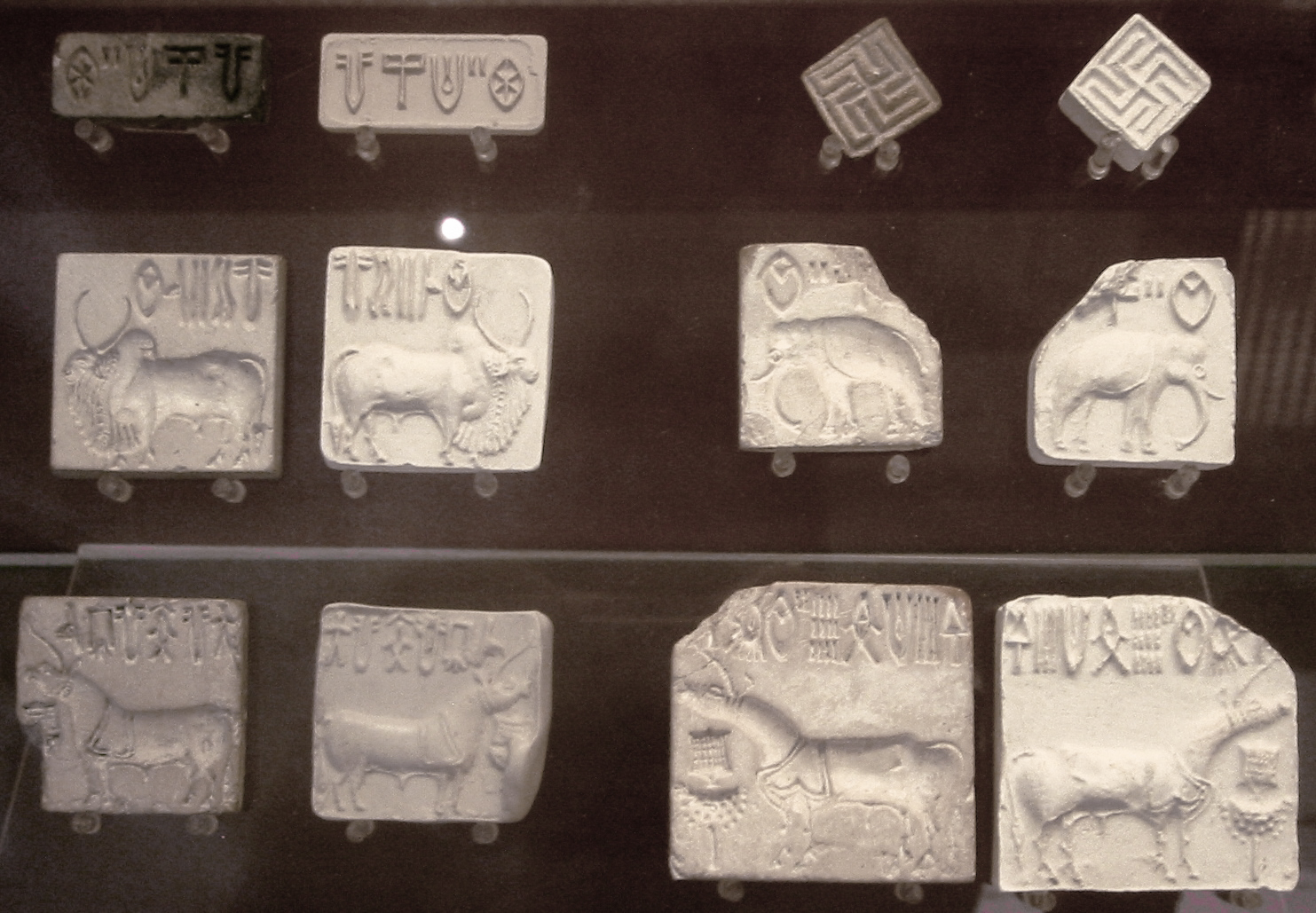
Tablillas de arcilla características del valle del Indo (en el Museo Británico, de Londres)

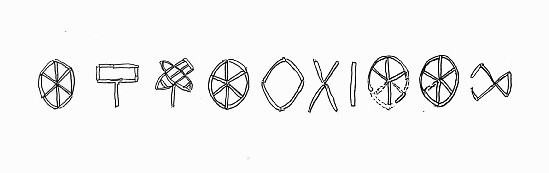
Diez caracteres harappanos (del 2900 a. C. aprox.), descubiertos cerca de la entrada norte de la ciudad de Dholavira

Estas civilizaciones construyeron ciudades inteligentemente pensadas y planificadas. Además de los cultivos mencionados anteriormente, desarrollaron su propia escritura, diseñaron joyas y moldearon figuras de terracota o en barro.

### Escritura
Junto con el comercio surgió un sistema de escritura con caracteres y signos inscritos en sellos de barro cocido o piedras lisas que no han sido esclarecidos ni descifrados por los especialistas.

### Estatuillas y sellos
En 1946, Sir Mortimer Wheeler descubrió en Harappa cientos de estatuillas de terracota. Estas figuras femeninas eran más estilizadas que las antiguas y abultadas diosas de la fertilidad. En algunas de ellas se encontraron collares e incrustaciones de metales preciosos.
Fueron también descubiertas otras artesanías, tales como reproducciones en miniatura de carretas tiradas por animales y figuras de animales de la región (rinocerontes, tigres, monos, elefantes y búfalos). Estas tablillas —se cree que eran usadas como sellos— son de un material térreo fácilmente moldeable, y calentado al horno para endurecerlo. Quedaba después recubierto de un tipo de barniz o laca. Una cuarta parte de los animales representados corresponde a un animal ya desaparecido con un cuerno curvo.
La cantidad de artesanías encontradas, así como los variados diseños, demuestran que esta industria era tan importante para el comercio como la agricultura o la metalurgia.

### Ciudades
Los sitios más grandes eran las ciudades de Harappa y Mohenjo-Daro.
Su plano consiste en un montículo elevado o ciudadela que dominaba un área residencial más extensa. Las ciudadelas parecen haber contenido edificios de naturaleza religiosa, ceremonial y administrativa, pero no existen restos de ningún palacio. En algunos lugares el trazado de la ciudad es evidente, con huellas de una red regular de calles cruzadas. Los habitantes más pobres moraban en viviendas de una sola habitación. Utilizaban en la construcción ladrillos cocido de un tamaño estándar: 24 × 14 × 7 cm.
Las casas individuales tenían baños y excusados que se vaciaban en un receptáculo de cerámica o directamente en el desagüe de las calles.
En el Valle del Indo aparecen las primeras civilizaciones que se organizan rápidamente. Dos de las ciudades más importantes que fueron descubiertas en 1922 son las ciudades de Harappa y Mohenjo-Daro.
En la ciudad de Mohenjo-Daro podemos encontrar una ciudad baja donde transcurría la mayor parte de la vida ciudadana y la ciudadela, ubicada al oeste de la ciudad baja, planificada, donde aparecían edificios relacionados con el gobierno.
No se destacaba un elemento que se identifique como palacio, estructura de poder unitario que pudiera hacer suponer que existía algún personaje que dominaba o que controlaba, sino una serie de edificios que tenían que ver con el control político pero que no se destacaban uno del otro, lo que hace suponer que las estructuras de poder en las ciudades del Valle del Indo no eran monárquicas.
De la observación podemos sacar las siguientes conclusiones:
- Había una planificación general de las ciudades,
- Hay una diferencia de importancia entre calles (calles principales y secundarias) que ordenaban las viviendas.
- Las viviendas formaban un sistema cerrado, las casas convivían hacia un patio interior. La relación con las calles era prácticamente nula y protegía a las partes privadas del ruido de las calles.
- Tenían un sistema tecnificado para la producción de materiales constructivos (por ejemplo, ladrillos) que se hacían con lo que le brindaba su entorno.
- Contaban con una red de infraestructura: un sistema de red cloacal y canalización para la provisión de agua.

Fue una civilización que duró mucho tiempo. Comenzó hacia el 2400 a. C. y terminó hacia el 1600 a. C.

## Fin de la civilización
En el presente, muchos especialistas creen que el colapso de la civilización del Indo fue causada por la sequía y el declive del comercio con Egipto y Mesopotamia. También se ha sugerido que pueden haber contribuido al colapso, la inmigración de nuevos pueblos, deforestación, inundaciones, cambio en el curso de los ríos, alrededor del 1500 a. C., o el cambio climático.
Los signos del colapso son anteriores a las invasiones de pueblos indoeuropeos procedentes de las estepas, que con gran facilidad se adueñaron de la región gracias a las armas de bronce y los carros de combate.
La gente de la cultura de Gandhara (en esta misma región) compartió afinidades biológicas con las aldeas neolíticas de Timargarh y Mehrgarh, y con la población harappana, lo que sugiere una continuidad biológica.